# Łyżwiarstwo figurowe na Zimowych Igrzyskach Azjatyckich 2011
Łyżwiarstwo figurowe na Zimowych Igrzyskach Azjatyckich 2011 – jedna z dyscyplin rozgrywanych podczas igrzysk w dniach 3–5 lutego 2011 w Astanie, w Kazachstanie.
W odróżnieniu od innych zawodów rangi mistrzowskiej w łyżwiarstwie figurowym, każdy kraj mógł wystawić po 2 reprezentantów w każdej z czterech konkurencji.

## Wyniki

### Soliści
| Poz. | Zawodnik           | Reprezentacja    | Nota łączna | SP | SP    | FS | FS     |
| ---- | ------------------ | ---------------- | ----------- | -- | ----- | -- | ------ |
| 1    | Dienis Tien        | Kazachstan       | 208,89      | 1  | 76,22 | 3  | 132,67 |
| 2    | Takahito Mura      | Japonia          | 206,88      | 3  | 67,78 | 1  | 139,10 |
| 3    | Song Nan           | Chiny            | 201,10      | 4  | 66,54 | 2  | 134,56 |
| 4    | Tatsuki Machida    | Japonia          | 187,84      | 2  | 71,58 | 6  | 116,26 |
| 5    | Wu Jialiang        | Chiny            | 183,82      | 8  | 54,53 | 4  | 129,29 |
| 6    | Misza Ge           | Uzbekistan       | 177,36      | 9  | 53,97 | 5  | 123,39 |
| 7    | Abzał Rakymgalijew | Kazachstan       | 170,81      | 6  | 56,43 | 7  | 114,38 |
| 8    | Ri Song-chol       | Korea Północna   | 165,42      | 7  | 56,25 | 8  | 109,17 |
| 9    | Kim Min-seok       | Korea Południowa | 164,42      | 5  | 58,09 | 9  | 106,33 |
| 10   | Shih Wun-chang     | Chińskie Tajpej  | 125,60      | 10 | 44,62 | 11 | 80,98  |
| 11   | Lee Hau Yin        | Hongkong         | 124,57      | 11 | 41,03 | 10 | 83,54  |
| 12   | Maverick Eguia     | Filipiny         | 108,32      | 13 | 33,43 | 12 | 74,89  |
| 13   | Ryan Yee           | Malezja          | 103,56      | 12 | 37,25 | 13 | 66,31  |
| 14   | Karn Luanpreda     | Tajlandia        | 71,49       | 14 | 23,22 | 14 | 48,27  |

### Solistki
| Poz. | Zawodniczka              | Reprezentacja    | Nota łączna | SP    | SP    | FS  | FS     |
| ---- | ------------------------ | ---------------- | ----------- | ----- | ----- | --- | ------ |
| 1    | Kanako Murakami          | Japonia          | 177,04      | 1     | 54,48 | 1   | 122,56 |
| 2    | Haruka Imai              | Japonia          | 167,00      | 2     | 54,02 | 2   | 112,98 |
| 3    | Kwak Min-jeong           | Korea Południowa | 149,75      | 3     | 52,65 | 3   | 95,30  |
| 4    | Zhang Kexin              | Chiny            | 142,02      | 4     | 47,74 | 4   | 94,28  |
| 5    | Geng Bingwa              | Chiny            | 141,04      | 5     | 47,18 | 5   | 93,86  |
| 6    | Kim Chae-hwa             | Korea Południowa | 127,48      | 6     | 45,74 | 6   | 81,74  |
| 7    | Zhaira Costiniano        | Filipiny         | 122,10      | 7     | 41,27 | 7   | 80,83  |
| 8    | Kristina Prilepko        | Kazachstan       | 108,59      | 10    | 36,23 | 8   | 72,36  |
| 9    | Mimi Tanasorn Chindasook | Tajlandia        | 107,02      | 9     | 40,55 | 9   | 66,47  |
| 10   | Sandra Khopon            | Tajlandia        | 97,36       | 11    | 34,46 | 10  | 62,90  |
| 11   | Mericien Venzon          | Filipiny         | 93,64       | 12    | 31,95 | 12  | 61,69  |
| 12   | Liu Chao-chih            | Chińskie Tajpej  | 92,22       | 13    | 30,39 | 11  | 61,83  |
| 13   | Amanda Sunyoto-Yang      | Chińskie Tajpej  | 85,97       | 14    | 28,17 | 14  | 57,80  |
| 14   | Marina Sziszkina         | Kazachstan       | 84,67       | 15    | 25,61 | 13  | 59,06  |
| 15   | Ching Siau Chian         | Malezja          | 67,99       | 16    | 22,33 | 15  | 45,66  |
| 16   | Gansükhiin Maral-Erdene  | Mongolia         | 60,34       | 17    | 19,09 | 16  | 41,25  |
| WD   | Anastasiya Gimazetdinova | Uzbekistan       | DNF         | 40,59 | 8     | DNF | DNF    |

### Pary sportowe
| Poz. | Zawodnicy                   | Reprezentacja  | Nota łączna | SP | SP    | FS | FS     |
| ---- | --------------------------- | -------------- | ----------- | -- | ----- | -- | ------ |
| 1    | Pang Qing / Tong Jian       | Chiny          | 195,90      | 1  | 68,36 | 1  | 126,54 |
| 2    | Sui Wenjing / Han Cong      | Chiny          | 177,54      | 2  | 59,22 | 2  | 118,32 |
| 3    | Ri Ji-hyang / Thae Won-hyok | Korea Północna | 143,04      | 3  | 53,60 | 3  | 89,44  |

### Pary taneczne
| Poz. | Zawodnicy                              | Reprezentacja  | Nota łączna | SD | SD    | FD | FD    |
| ---- | -------------------------------------- | -------------- | ----------- | -- | ----- | -- | ----- |
| 1    | Huang Xintong / Zheng Xun              | Chiny          | 129,75      | 1  | 53,11 | 3  | 76,64 |
| 2    | Cathy Reed / Chris Reed                | Japonia        | 128,28      | 2  | 50,97 | 1  | 77,31 |
| 3    | Yu Xiaoyang / Wang Chen                | Chiny          | 127,50      | 3  | 50,70 | 2  | 76,80 |
| 4    | Wiktorija Kuczerienko / Wiktor Adonjew | Kazachstan     | 102,74      | 4  | 36,22 | 4  | 66,52 |
| 5    | Hong Ye-gyong / Choe Min               | Korea Północna | 80,75       | 5  | 31,43 | 5  | 49,32 |